# Narodowa Galeria Sztuki w Tiranie

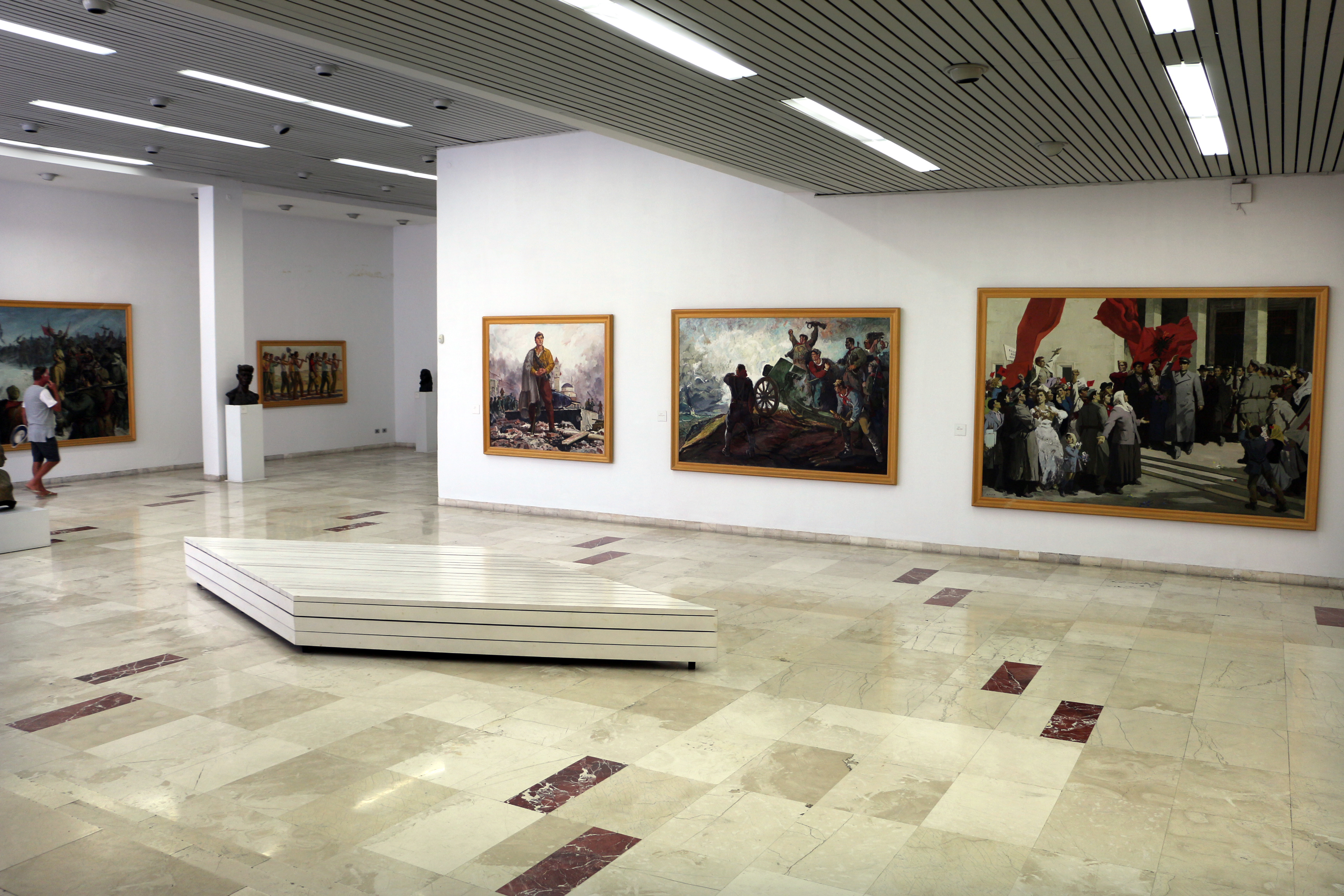
Pawilon socrealizmu w Narodowej Galerii Sztuki

Narodowa Galeria Sztuki w Tiranie (alb. Galeria Kombëtare e Arteve) – państwowa galeria sztuki w Tiranie, założona w 1954.

## Historia
W 1946 w Tiranie powstał Komitet Sztuk, który wystawiał swoje prace w budynku dostosowanym do ekspozycji dzieł sztuki. Od 1952 dzieła sztuki gromadzono w Tiranie w małym obiekcie muzealnym zwanym Pinakoteką. Oficjalne otwarcie Galerii Sztuki Figuratywnej (Galeria e Arteve Figurative) miało miejsce 11 stycznia 1954. 29 listopada 1976 otwarto nowy budynek Galerii, bardziej funkcjonalny, który do dziś jest jej siedzibą (w sąsiedztwie Bulwaru Męczenników Narodu – jednej z głównych arterii Tirany). W tym czasie w zbiorach Galerii znajdowało się 340 dzieł sztuki. Od 1974 Galeria zyskała status najważniejszej instytucji państwowej zajmującej się wystawiennictwem, dokumentacją i konserwacją dzieł sztuki. 10 sierpnia 1992 na mocy rozporządzenia Rady Ministrów zmieniono nazwę instytucji na Narodową Galerię Sztuki. Jednym z najważniejszych problemów funkcjonowania Galerii w latach 90. był brak środków na zakup nowych eksponatów.
W latach 2009–2010 budynek Narodowej Galerii Sztuki został poddany gruntownej renowacji. Na pierwszym piętrze umieszczono stałą wystawę sztuki albańskiej z XIX i XX wieku, a także sztuki socrealistycznej. Pawilon poświęcony współczesnej sztuce został czasowo zamknięty. Na parterze są prezentowane wystawy czasowe, tam też znajduje się biblioteka (otwarta w 1999, zasoby 2200 woluminów) i zaplecze badawcze. W 2015 zbiory Galerii obejmowały 4100 obiektów, powierzchnia ekspozycyjna wynosiła 5300 m.kw. Od 2018 dyrektorem Galerii jest Erzen Shkololli. Jedna z ekspozycji poświęcona jest bizantyńskiej sztuce religijnej; obejmuje m.in. kolekcję ikon malarzy – Onufriego i braci Zografi
W październiku 2021 budynek Galerii został zamknięty i poddany przebudowie.

## Dyrektorzy Narodowej Galerii Sztuki
- 1952–1953: Shaban Hadëri
- 1953–1955: Pali Dhimitri
- 1955–1957: Nexhmedin Zajmi
- 1957–1961: Odhise Paskali
- 1961–1966: Kristaq Rama
- 1966–1969: Kujtim Buza
- 1969–1982: Dhimitraq Trebicka
- 1982–1987: Fuat Dushku
- 1987–1992: Ksenofon Dilo
- 1992–1994: Qirjako Meniko
- 1994–1998: Alush Shima
- 1998–2002: Gëzim Qëndro
- 2002–2005: Abaz Hado
- 2005–2006: Nestor Jonusi
- 2006–2008: Genc Mulliqi
- 2008–2013: Rubens Shima
- 2013–2018: Artan Shabani
- od 2018: Erzen Shkololli